# Mastodon (software)
Mastodon is sinds 2016 opensourcesoftware om zelf een online sociaal netwerk te hosten. Het maakt gebruik van de ActivityPub-standaard, waardoor het naadloos met andere gelijksoortige sites kan communiceren. Het gehele netwerk van deze sites vormt samen een decentraal sociaal netwerk, dat ook wel de Fediverse genoemd wordt.
Een Mastodon-site is te vergelijken met X (voorheen Twitter) of Facebook, maar kent wel enkele belangrijke verschillen. Die sites zijn niet beperkt tot communiceren met gebruikers op dezelfde site, en elke site wordt veelal onafhankelijk beheerd. Een Mastodonbericht wordt een toot genoemd, en deze toots mogen standaard maximaal 500 tekens bevatten.
Het netwerk kreeg meer bekendheid na de overname van de gelijkaardige dienst Twitter door Elon Musk in 2022. Het leidde tot een sterke groei van Mastodon.

## Gebruikerservaring
Net zoals X (Twitter) gebruikt de Mastodon-web-app een enkele kolom in de standaard webomgeving sinds versie 2.9, wat voor nieuwe gebruikers gebruiksvriendelijker is. Er is ook een modus met meerdere kolommen, die vergelijkbaar is met TweetDeck.
Mastodongebruikers kunnen net zoals op andere sociale netwerken elkaar volgen (of blokkeren en negeren). Een gebruiker kan per toot bepalen of deze openbaar is, alleen voor volgers, of privé. Ook kan het de inhoud verbergen onder een "gevoelige inhoud" kopje. Een gebruiker heeft naast zijn eigen tijdlijn ook de beschikking over een lokale tijdlijn met toots van andere gebruikers op dezelfde Mastodonserver, en een globale tijdlijn met toots van alle bekende Mastodonservers (indien niet geblokkeerd).
Openbare tijdlijnen kunnen ook op taal gefilterd worden. Gebruikers kunnen toots aan de lokale servermoderatoren rapporteren, met een optie om ook een kopie naar de moderatoren van de oorspronkelijke server te sturen.
Als gevolg van de open standaarden bestaan er meerdere apps om Mastodon te gebruiken, zowel web-apps, als smartphone-apps.

## Servers en netwerkgrootte

### Servers
Het maakt net zoals bij e-mail in principe niet uit op welke Mastodonserver iemand een account heeft, omdat vrijwel alle servers met elkaar in verbinding staan. Sommige servers hebben echter een bepaalde doelgroep en thema, en andere servers zijn daarentegen juist algemeen van opzet. Het aantal gebruikers op een server varieert van 1 tot meer dan 600.000. Andere verschillen zijn serverregels, de wijze van moderatie en of er aanpassingen aan de broncode zijn gedaan, bijvoorbeeld om zo een hogere tekenlimiet te kunnen gebruiken.

### Groei
Het Mastodon-netwerk bevatte 24.000 gebruikersaccounts na de eerste zes maanden in 2017. In februari 2020, waren er ruim 3 miljoen Mastodonaccounts bekend, verspreid over enkele duizenden servers. Na de overname van Twitter door Elon Musk in november 2022 stroomden zo'n twee miljoen Twitter-gebruikers naar Mastodon. In die maand nam het aantal actieve Mastodon-gebruikers toe van minder dan 400.000 naar een piek van meer dan 2,5 miljoen, om daarna in december 2022 geleidelijk weer af te vlakken naar iets minder dan 2 miljoen actieve gebruikers. Die enorme toename van het aantal gebruikers zorgde ervoor dat verscheidene Mastodon-servers, veelal beheerd door vrijwilligers, de last niet meer aankonden. Veel Mastodon-instances moesten flink uitgebreid worden om dit probleem te verhelpen. In april 2023 was het aantal actieve Mastodon-gebruikers gestabiliseerd op rond de 1,2 miljoen, ruim drie keer zo veel als voor de influx vanuit Twitter.
Hoewel Mastodon het grootste deel van het Fediverse uitmaakt, bestaat het netwerk ook uit andere software die gebruikmaakt van het ActivityPub-protocol, zoals Pleroma, PeerTube en Pixelfed.

## Ontwikkeling
Mastodon werd oorspronkelijk in 2016 door de toen 24-jarige programmeur Eugen Rochko ontworpen, als een alternatief voor GNU social (voorheen Statusnet). Het verschil zit vooral in de achterliggende techniek, met als doel Mastodon sneller, robuuster en gebruiksvriendelijker te maken. De backend van Mastodon maakt gebruik van Ruby on Rails en de frontend is geschreven in JavaScript (React.js en Redux).
De Mastodon-software wordt ontwikkeld als een vrije software en opensourcesoftware, met het onderhoud voor een groot deel uitgevoerd in samenwerking met vrijwilligers.
Sinds september 2017 maakt Mastodon gebruik van het ActivityPub-protocol en daarvoor van het oudere OStatus-protocol. ActivityPub is sinds januari 2018 een W3C Recommendation. De ondersteuning van OStatus werd bij de overgang naar Mastodon versie 3.0 (oktober 2019) beëindigd.